# Machilus gracillima
Machilus gracillima là loài thực vật có hoa trong họ Nguyệt quế. Loài này được Chun miêu tả khoa học đầu tiên năm 1953.